# Фундаментално взаимодействие
Фундаментално взаимодействие във физиката е всяка от четири напълно различни в същността си взаимодействия между елементарните частици и телата, които те изграждат. Много от усилията в съвременната физика са насочени към намиране на една обща единна теория, която да обедини всички взаимодействия. Такава теория все още не е намерена. Първото обединение обаче е това на електричеството и магнетизма за създаване на единна електромагнитна теория, заслугата за което е на Джеймс Максуел.
Четирите фундаментални взаимодействия са:
- Гравитационно взаимодействие
- Електромагнитно взаимодействие
- Силно ядрено взаимодействие
- Слабо ядрено взаимодействие

Във физиката на елементарните частици на фундаменталните въздействия съответстват особени частици – калибровъчни бозони.